# مدن البعوث الإسلامية
قطاع مدن البعوث الإسلامية أو مدينة البعوث الإسلامية أحد القطاعات التابعة للأزهر الشريف، يقع بحي العباسية بالقاهرة، وهي عبارة عن مجمعات سكنية لإقامة وإعاشة الطلاب الوافدين للدراسة بالأزهر. مع تزايد عدد الطلاب الوافدين، ضاقت بهم أروقة الأزهر، الأمر الذي جعل إقامة مدينة للبعوث الإسلامية تخصص لإقامة وإعاشة الطلاب الوافدين للدراسة بالأزهر أمراً ضرورياً، لذلك سارعت الدولة بإقامة مدينة البعوث الإسلامية بالقاهرة وأخرى بالإسكندرية، لتوفير المسكن والمأكل للطلاب الوافدين المقيمين بها، وتوفير الرعاية المعيشية والاجتماعية والثقافية والرياضية والطبية لهم.
ويقيم بمدينتي البعوث بالقاهرة والإسكندرية أكثر من ثلاثة آلاف طالب وطالبة، ويجرى الآن إنشاء مدينة ثالثة للبعوث بمحافظة قنا لزيادة أعداد أبنائنا الطلاب الوافدين المستفيدين من أنواع الرعاية المشار إليها، فضلاً عن إعادة بناء بعض العمارات بمدينة البعوث بالقاهرة، لزيادة سعتها، وبناء عمارات إضافية بها، وفي 10 أبريل 2016 أعلن الملك سلمان بن عبد العزيز - ملك المملكة العربية السعودية تبرعه على نفقته الخاصة ببناء المرحلة الثانية من مدينة البعوث الإسلامية المصرية بعد وضعه حجر الأساس للمرحلة الأولى للمدينة وذلك خلال زيارته للأزهر ومؤسساته.

## وصلات خارجية
- الموقع الرسمي للقطاع.